# Megazosterops palauensis
El anteojitos de las Palaos (Megazosterops palauensis) es una especie de ave paseriforme de la familia Zosteropidae endémica de las islas Palaos. Es la única especie del género Megazosterops. Su hábitat natural son las selvas tropicales de zonas bajas. Está amenazado por la pérdida de hábitat.